# Pseudolabrus japonicus
Pseudolabrus japonicus es una especie de peces de la familia Labridae en el orden de los Perciformes.

## Morfología
Los machos pueden llegar alcanzar los 25 cm de longitud total.

## Distribución geográfica
Se encuentra en el Japón (Honshu), Corea del Sur, sur de la  China, Taiwán y Hong Kong.